# Lenguas súrmicas
Las lenguas súrmicas son una rama de las lenguas sudánicas orientales. Las lenguas súrmicas se hablan en el suroeste de Etiopía y áreas adyacentes de Sudán del Sur.
Actualmente, varios pueblos que hablan lenguas súrmicas tienen diversos medios de vida, entre ellos hay pastores nómadas, agricultores sedentarios, y agricultores de quema y roza. También ocupan una gran diversidad de hábitats, desde las tierras bajas de Sudán del Sur o las orillas del río Omo hasta alturas montañosas por encima de los 2300 m.

## Clasificación
Mucho del trabajo seminal de las lenguas súrmicas fue llevado a cabo por Harold C. Fleming y M. L. Bender. Las descripciones más completas de las lenguas súrmicas son las del murle (Arensen 1982) y el tirma (Bryant 1999).

### Lenguas de la familia
En el pasado las lenguas súrmicas fueron denominadas también “didinga-murle” o “surma”. El primer término es muy restringido ya que incluye solo dos lenguas estrechamente emparentadas mientras que el segundo se usa también para el nombre concreto de una lengua (Unseth 1997b), por esa razón se acuñó el término "súrmico". Las lenguas súrmicas parecen dividirse en una rama septentrional y otra meridional:
- Septentrional: majang (o majangir)
- Meridional:
  - Sureste: kwegu (dialectos: yidinich, mugiji); me'en, mursi-suri (dialectos: tirma, chai)
  - Suroeste: didinga-narim, murle, tennet; kacipo-balesi.

Las relaciones internas propuestas anteriormente se basan en el trabajo de Fleming (1983).

## Descripción lingüística
Se supone que todas las lenguas súrmicas son lenguas tonales, poseen consonantes implosivas y en ellas la cantidad vocálica es distintiva. En algunas lenguas existen hasta nueve timbres vocálicos, aunque se necesitaría un estudio más detallado para confirmar esto para algunas lenguas. El me'en y el kwegu (también escrito como koegu) tienen consonantes eyectivas. 
Estas lenguas comparten un sistema morfológico que marca el número tanto de lo poseído como del poseedor (Unseth 1991). El número en los nombres típicamente se marca mediante un cierto número de morfemas, usando la diferencia t/k para marcar singular y plural (Bryan 1959). Los adjetivos se forman mediante oraciones de relativo estativas. Todas las lenguas súrmicas documentadas poseen sufijos para el caso gramatical (Unseth 1989). Ninguna de ellas tiene un acusativo marcado, pero al menos el majang y el murle a veces marcan el nominativo, esto parece ser un rasgo regional (König 2006).
El majangir o majang y las lenguas súrmicas surorientales comparten algunos rasgos, que presumiblemente se remontan al proto-súrmico, entre ellos están: la forma de las oraciones de relativo (que incluyen los adjetivos), los demostrativos, los numerales, ciertos adverbios, las formas de genitivo, el orden de los pronombres posesivos que siguen al nombre, la derivación nominal y el marcaje de sujeto en los verbos mediante sufijos, el orden dominante VSO en las oraciones principales en modo indicativo. Algunos rasgos tipológicamente excepcionales se discuten en Arensen et al. (1997), aunque la introducción de Dimmendaal propone un análisis diferente.

### Comparación léxica
Los numerales en diferentes lenguas nubias son:
| GLOSA | Septentrional     | Suroriental   | Suroriental | Suroriental | Suroriental | Suroccidental    | Suroccidental | Suroccidental | Suroccidental | PROTO- SÚRMICO  |
| GLOSA | Majangir (majang) | Kwegu (Koegu) | Me'en       | Mursi       | Suri        | Balesi (baalesi) | Didinga       | Murle         | Tennet        | PROTO- SÚRMICO  |
| ----- | ----------------- | ------------- | ----------- | ----------- | ----------- | ---------------- | ------------- | ------------- | ------------- | --------------- |
| '1'   | òmóŋ              | kíum          | kɔ̂náŋ       | ɗɔ́nɛ́y       | ɗɔ́nɛ        | óɗè              | xɔ̀ɗɛ́ɪ         | codoi~ aˈdoi  | čɔ́ɗɛ̂          | *koɗoi *-onom   |
| '2'   | pɛ́ːjǃ             | ɗáː           | ramáŋ       | raman       | ràmːán      | rámːá            | ràmːá         | rǎm           | rámːá         | *ramːan         |
| '3'   | ɟíːtǃ             | jien          | sizːí       | sízːi       | sízːì       | íyó              | ìyːó          | iːˈyǔ         | íjó           | *ijjo *sizzi    |
| '4'   | àŋàn              | áhur          | wuc         | wuš         | wùš         | wèhé             | ʊ̀wwéč         | oic~wec       | wéč           | *-wec           |
| '5'   | tùùl              | cuu           | hacʼánáŋ    | háánán      | háyɛ́ná      | tűr              | t̺úɾ           | tǔːr          | túr̥           | *tuːr           |
| '6'   | 5 à 1             | (la)          | illè        | illɛ        | ìllɛ̀y       | tɔ̀rkɔ̀nɔ́          | t̪ɔ̀ɾkɔ̀nɔ́n      | tɔrkɔnǒm      | tɔ̀ɾ̥kónóm      | *tur-k-onom     |
| '7'   | 5 à 2             | (tsʼoba)      | issabò      | isaabay     | ìsàbbày     | tʉ̀rɡɛ̀rɛ́          | t̪ʊ́ɾkɪ́ɾámːá    | turgɛrɛ́m      | tóɾ̥géɾém      | *tur-kɪ-ram     |
| '8'   | 5 à 3             | (lunkáí)      | isset       | isse        | ìssèy       | tùrgè            | t̪úɾkɪ́yyó      | turgɛ         | túɾgè         | *tur-k-e        |
| '9'   | 5 à 4             | (sal)         | sáal        | sakal       | sàkkàl      | tɔ́rɡɔ̀ɡɔ̀          | t̪ʊ́ɾkʊ́wwéč     | torkɔc        | tóɾ̥kôč        | *tur-k-wec      |
| '10'  | áárŋǃ             | tómon         | tɔ̂mmɔn      | tɔmɔn       | tɔ̀mɔ̀n       | ɔ̀mɔ̀ðɔ̀            | ɔmɔt̪ɔ         | amɔ̌tɔ         | òmòtò         | *amɔtto *t̪ɔmmɔn |